# 久慈義巳
久慈 義巳（くじ よしみ、1917年（大正6年）2月21日 - 1979年（昭和54年）2月16日）は、日本の政治家。岩手県久慈市長、岩手県議会議員（自由民主党所属）。

## 経歴
岩手県生まれ。1951年侍浜村議となり、1954年久慈市議となる。1967年岩手県議会議員に当選する。
岩手県議3期を務めた後、1978年（昭和53年）に久慈市長選に自民党、社会党、公明党、民社党の推薦を得て立候補し、市制施行以来6期連続で市長を務めていた保守系無所属の現職、山内堯文を破り初当選した。その翌年に急性心不全のため病死。
なお、その後行われた市長選では長男の久慈義昭が立候補し当選している。